# Bobby Hackett (simmare)
Robert William "Bobby" Hackett, Jr., född 15 augusti 1959 i  Yonkers i New York, är en amerikansk före detta simmare.
Hackett blev olympisk silvermedaljör på 1500 meter frisim vid sommarspelen 1976 i Montréal.